# Hygiena

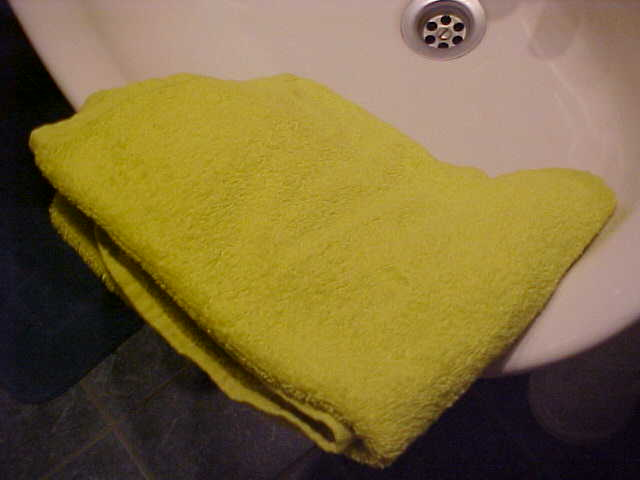

Hygiena je dodržování zásad pro uchování dobrého zdraví a prevence onemocnění. V původní terminologii se jednalo o obor zabývající se všemi faktory ovlivňujícími tělesnou i duševní pohodu člověka, současné pojetí může být synonymem pro udržování čistoty.
- Z hlediska osobního života se hygiena zabývá kvalitou vody a ostatních nápojů, potravin a stravování, oblečením, prací a tělesnou námahou vůbec, spánkem, čistotou těla, užíváním tabáku, narkotik atd. a duševním zdravím.
- Z hlediska veřejného se okruh zájmů oboru týká klimatických podmínek, půdy, charakteru stavebních materiálů a uspořádání obydlí, topení, větrání, odstraňování odpadů, lékařských znalostí o výskytu a prevenci chorob až po pohřbívání zemřelých (v tom se dotýká dalšího oboru, kterým je epidemiologie).

Za vnější znaky dobré hygieny je obvykle pokládána absence viditelné špíny (včetně prachu a skvrn na šatech) a zápachu. Od doby rozvoje mikrobiální teorie nemocí se termín hygiena používá pro jakoukoli činnost nebo opatření vedoucí k úplnému nebo částečnému omezení škodlivého působení mikrobů (baktérií, hub, virů atd.).
Dobrá hygiena pomáhá zdraví, kráse, pohodlí i sociálnímu styku. Přímo podporuje prevenci a izolování nemocí. (Tedy jste-li zdravý, dobrá hygiena vám pomůže vyhnout se nemoci a jste-li nemocen, dobrá hygiena může redukovat rozšiřování nákazy od vás na druhé.) Na druhou stranu někteří autoři upozorňují, že přehnaná důslednost v hygienických návycích může být v jistých ohledech pro lidské zdraví škodlivá – kvůli redukci přirozeného mikrobiálního prostředí může vést ke snížení přirozené odolnosti a obranyschopnosti organismu a ke zhoršení zdravotního stavu, např. k vyššímu výskytu alergií.
Mytí je nejčastější příklad hygienického chování a obvykle se provádí vodou a mýdlem nebo saponátem pomáhajícím odstranit mastnotu a narušit nečistotu, aby mohla být umyta.
Hygienické zásady – časté mytí rukou nebo použití převařené (a tím sterilizované) vody v medicíně – měly, a dodnes mají, velký vliv na redukci šíření nemocí.

## Hygiena v řecké mytologii
Hygiena je pojmenována podle bohyně zdraví, kterou byla podle řecké mytologie Hygieia, uctívaná spolu s Asklepiem v Epidauru na Peloponésu. Je znázorňována v podobě sličné ženy. Jejím symbolem je had pijící krev z misky, kterou bohyně drží v ruce.

## Hygiena obecná
Zkoumá zákonitosti vztahů mezi člověkem a prostředím.

## Hygiena komunální
Sleduje životní podmínky a jejich vliv na zdraví člověka.

## Hygiena práce
Zaměřuje se na vliv pracovních podmínek na zdraví člověka.

## Hygiena výživy
Zkoumá působení výživy na zdraví, racionalizaci výživy a zdravotní nezávadnost potravin.

## Hygiena duševní (mentální)
Zahrnuje systém pravidel a návodů k udržení, prohloubení nebo obnovení duševního zdraví a rovnováhy.
Hygiena má řadu dalších disciplín (hygiena osobní, sociální, vojenská).

## Hygienická stanice
Zabývá se vlivem životních a pracovních podmínek na zdraví člověka a lidských společenství, zkoumá účinky jednotlivých složek životního i pracovního prostředí. Vypracovává vědecky podložené zásady pro život a práci člověka, které omezují rizika poškození zdraví faktory zevního prostředí. Zabraňuje šíření nemocí. V každém kraji České republiky tyto úkoly zajišťuje Krajská hygienická stanice.

## Hygiena veterinární
Veterinární hygiena je disciplína, která se zaměřuje především na zdravotní a hygienickou nezávadnost potravin a surovin živočišného původu, doplňující součástí tohoto oboru může být dále též veterinární ekologie a infekční choroby zvířat a epizootologie vztahující se k potravinám a surovinám živočišného původu.